# Leonardo Véliz
Leonardo Iván Velíz Díaz (ur. 3 września 1945 w Valparaíso) – piłkarz chilijski grający podczas kariery na pozycji napastnika.

## Kariera klubowa
Karierę piłkarską Leonardo Véliz rozpoczął w klubie Everton Viña del Mar w 1964. W latach 1968–1971 był zawodnikiem Uniónu Española. W latach 1972–1974 występował w stołecznym CSD Colo-Colo. Z Colo-Colo zdobył mistrzostwo Chile w 1972, Puchar Chile w 1974 oraz dotarł do finału Copa Libertadores 1973, gdzie Colo-Colo uległo argentyńskiemu Independiente Avellaneda.
W latach 1975–1977 ponownie był zawodnikiem Uniónu Española. Z Uniónem Española dwukrotnie zdobył mistrzostwo Chile w 1975 i 1977 oraz dotarł do finału Copa Libertadores 1975, gdzie Unión Española uległ argentyńskiemu Independiente Avellaneda.
W latach 1979–1982 po raz drugi był zawodnikiem Colo-Colo. Z Colo-Colo dwukrotnie zdobył mistrzostwo Chile w 1979 i 1981 oraz dwukrotnie Puchar Chile w 1981 i 1982. Piłkarską karierę zakończył w CD O’Higgins w 1981.

## Kariera reprezentacyjna
W reprezentacji Chile Véliz zadebiutował 23 lutego 1966 w przegranym 0-2 towarzyskim spotkaniu z ZSRR.
W 1974 roku został powołany przez selekcjonera Luisa Álamosa do kadry na Mistrzostwa Świata w RFN. Na Mundialu Véliz wystąpił we wszystkich trzech meczach z RFN, NRD i Australią. W 1975 wziął udział w Copa América. W tym turnieju Véliz wystąpił w trzech meczach: w grupie z Peru i Chile. W 1979 po raz drugi wziął udział w Copa América, w którym Chile zajęło drugie miejsce, ustępując jedynie Paragwajowi. W tym turnieju Véliz wystąpił w sześciu meczach: w grupie z Wenezuelą i Kolumbią, półfinale z Peru oraz w finale z Paragwajem.
Ostatni raz w reprezentacji Véliz wystąpił 26 sierpnia 1981 w zremisowanym 0-0 towarzyskim meczu z Brazylią. Od 1966 do 1981 roku rozegrał w kadrze narodowej 39 spotkań, w których zdobył 2 bramki.

## Po zakończeniu kariery
Po zakończeniu kariery Véliz został trenerem. Na początku lat 90. prowadził reprezentację Chile U-17. W 2004 został wybrany z ramienia Partii dla Demokracji do rady miasta Santiago.